# إنداياتوبا
إنداياتوبا (بالإنجليزية: Indaiatuba)‏ هي بلدية في البرازيل تتبع ساو باولو. بلغ عدد سكانها 147050  نسمة في 1 أغسطس 2000. تبلغ مساحتها 311.545 كيلومتر مربع .

## الموقع
تشترك في الحدود مع:
- Monte Mor [الإنجليزية]‏
- Elias Fausto [الإنجليزية]‏
- سالتو (البرازيل).